# Valpijpschip

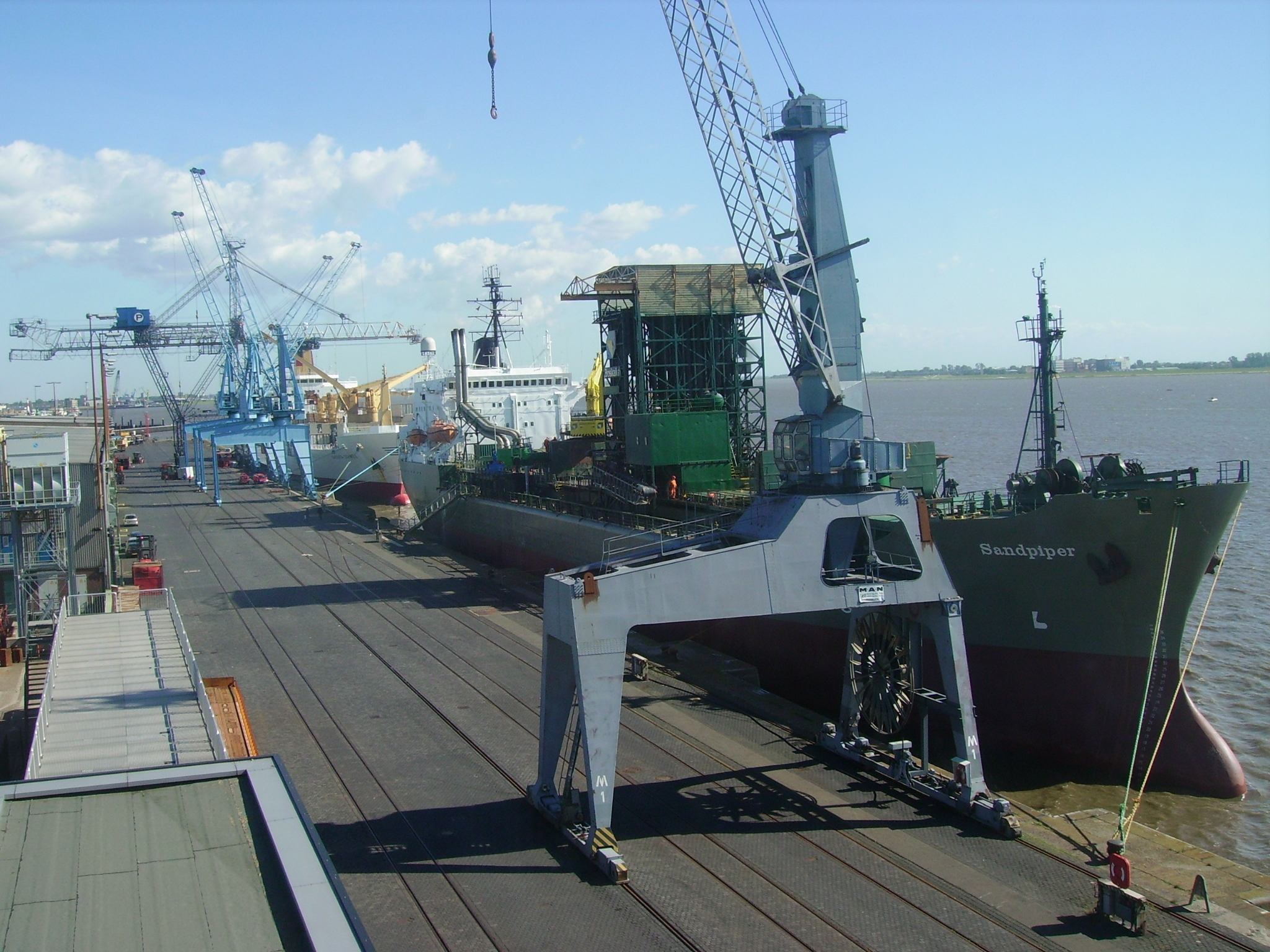
Valpijpschip 'Sandpiper' (18.000 ton nuttige lading) aan de kade te Bremerhaven

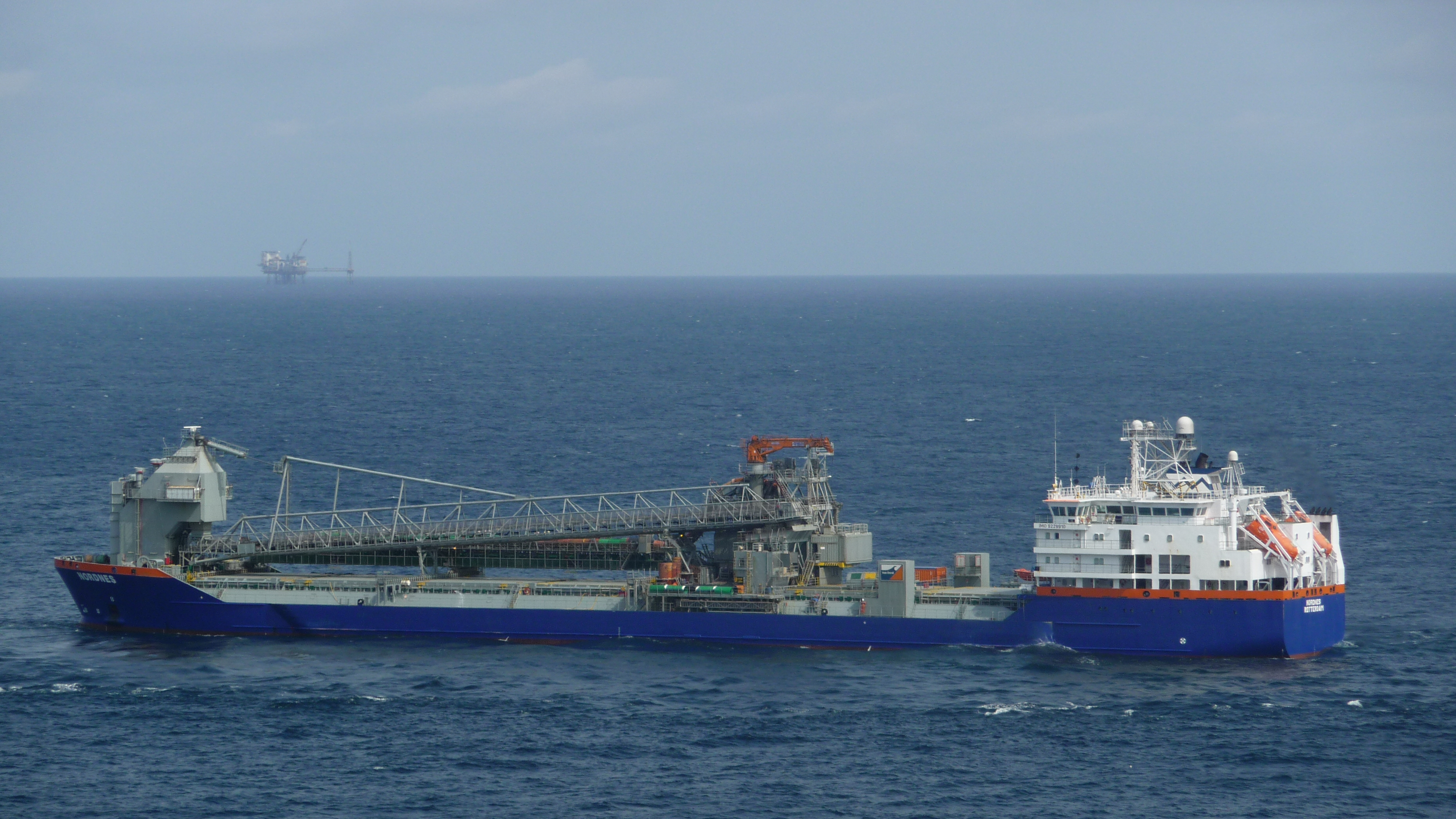
De Nordnes (24.000 ton nuttige lading) is de voormalige stenenstorter Rocknes die in 2003 omgebouwd is tot valpijpschip. In 2004 kapseisde en zonk het schip, wat achttien opvarenden het leven kostte. Sinds 2005 is het vaartuig weer in gebruik, als Nordnes.

Een valpijpschip (Engels: Dynamically Positioned Fallpipe Vessel (DPFV)) is een schip dat stenen stort op de waterbodem door middel van een valpijp. Veel van deze valpijpschepen werden oorspronkelijk gebouwd als bulkschepen.

## Beschermen en verstevigen
Steenstorten wordt meestal gedaan om bescherming te bieden aan constructies die zich onder water bevinden. Dit zijn veelal pijpleidingen of kabels. De onderwaterbodem kan ook worden verstevigd en geëgaliseerd met een laag stortsteen om vervolgens constructies er op te plaatsen zoals boorplatformen. Zo worden wegzakkingen van bijvoorbeeld platformen tegengegaan. Afhankelijk van de uitvoering kan een valpijpschip steen storten tot een maximale diepte van cirka 500 tot 2000 meter.

## Steenstorten door middel van een valpijpschip
Vergeleken met een stenenstorter kan een valpijpschip veel nauwkeuriger en op grotere diepte werken. Er wordt een flexibele valpijp neergelaten via een opening in de bodem van het schip. Aan het uiteinde van de valpijp bevindt zich een onderwaterrobot (ROV). Dit op afstand bestuurbare voertuig kan exact gepositioneerd worden met behulp van schroeven, camera's, lichten, versnellingsmeters en sonar.
Het valpijpschip wordt met behulp van dynamische positionering exact boven de werkplek gebracht en gehouden. De valpijp wordt neergelaten totdat de ROV zich enkele meters boven de zeebodem bevindt. De opgeslagen stenen in het ruim worden dan op een transportband geplaatst naar de voederbak. Vervolgens worden ze op een tweede lopende band, de "voeder" geplaatst die ze te transporteert tot in de valpijp. Er wordt nauwkeurig bepaald hoeveel steen er wordt gelost in de valpijp.
Om met steenstorten te beginnen opent men met de onderwaterrobot het eind van de valpijp. De robot beschikt over een verdeler om te vermijden dat de stenen zich ophopen op de bodem van de zee. Van op de brug van het schip wordt de positie van de volledige valpijp, samen met de robot nauwkeurig gevolgd. Indien het valpijpschip een zeer precieze route van bijvoorbeeld een pijpleiding of kabel moet volgen, maakt het gebruik van dynamic tracking.

## Grootste valpijpschip
Sinds 2009 heeft de Jan De Nul Group het grootste valpijpschip ter wereld in dienst: 36.000 ton nuttige lading bij afmetingen van 191 × 40 meter. Deze Simon Stevin kan brokken tot een doorsnee van 40 centimeter storten. In 2011 kwam bij Van Oord de Stornes in de vaart, met een nuttige lading van 27.000 ton bij een lengte van 175 meter.